# Район Хамана (Хамамацу)
Район Хамана (яп. 浜名区, Хамана-ку) це один із трьох адміністративних районів міста Хамамацу. Був утворений разом з районом Чюо 1 січня 2024 року внаслідок реорганізації адміністративних районів міста Хамамацу.

## Історія
- 1 квітня 1889 рік (22 рік Мейджі) — За законом про самоврядування сіл та містечок (Чьосонсей) на території району було утворено 17 сіл.
- 3 листопада 1951 рік (26 рік Шьова) — Село Оноґучі, повіту Хамана було перетворене на містечко Хамана
- 1 квітня 1956 рік (31 рік Шьова) — Утворення містечка Хамакіта шляхом об'єднання містечка Хамана та сіл Кітахама, Акаса, Накасе та Аратама.
- 1 липня 1963 рік (38 рік Шьова) — Надання містечку Хамакіта статусу міста
- 7 липня 2005 рік (17 рік Хейсей) — Хамакіта і містечка Хосое, Інаса і Міккабі увійшли у склад Міста Хамамацу.
- 1 квітня 2007 рік (19 рік Хейсей) — Утворення району Хамакіта на території колишнього міста Хамакіта. Район Кіта був утворений на решті територій.
- 1 січня 2024 рік (6 рік Рейва) — Регіон Мікатахара району Кіта увійшов до новоутвореного району Чюо, а решта території та район Хамакіта утворили район Хамана.

## Адміністрування
Офіс району Хамана тепер розташований на тому ж місці, що й колишній офіс району Хамакіта. Колишній офіс району Кіта став північним адміністративним центром округу Хамана, і адміністративні послуги надаються як і раніше. Операції в новому офісі приходу почалися 4 січня 2024 року.

## Залізничне Сполучення
Залізниця Еншю (скор. Ентецу)
- ■ Залізнична лінія Нішікаджіма

Залізниця Тенрю Хаманако (THR)
- ■ Залізнична лінія Тенрюхаманако

## Бізнес
- Два заводи Yamaha Motor Company
- Головний офіс Roland Corporation
- Головний офіс BOSS Corporation
- Науково-дослідна установа Hamamatsu Photonics
- Офіс Nisshinbo Holdings

## Вищі навчальні заклади
- Відділення лісового господарства коледжу сільського господарства та лісівництва префектури Сідзуока
- Спеціалізований медичний коледж Хамамацу
- Спеціалізований медичний коледж Шідзуоки

## Дивитись також
- Міський район Японії

## Зовнішні посилання
- Офіційний сайт| - п - о - р Адміністративний поділ префектури Сідзуока | - п - о - р Адміністративний поділ префектури Сідзуока                                                                                                                                                                         | - п - о - р Адміністративний поділ префектури Сідзуока |
| ------------------------------------------------------ | --- | ------------------------------------------------------ |
| Райони міста Сідзуока                                  | Аой • Сімідзу • Суруґа |                                                        |
| Райони міста Хамамацу                                  | Тенрю • Хамана • Чюо |                                                        |
| Міста                                                  | Сідзуока • Атамі • Ґотемба • Івата • Ідзу • Ідзунокуні • Іто • Какеґава • Кікуґава • Косай • Макінохара • Місіма • Нумадзу • Омаедзакі • Сімада • Сімода • Сусоно • Фудзі • Фудзієда • Фудзіномія • Фукурой • Хамамацу • Яйдзу |                                                        |
| Повіти                                                 | Камо (Кавадзу • Мацудзакі • Мінамі-Ідзу • Нісі-Ідзу • Хіґасі-Ідзу) • Сунто (Наґаїдзумі • Ояма • Сімідзу) • Сюті (Морі) • Таґата (Каннамі) • Хайбара (Йосіда • Каванехон)                                                       |                                                        |